# 井卷久一
井卷久一（（日語）いまき ひさかず，1942年12月5日—）曾任日本馬自達汽車公司的第13任社長，亦曾獲得2006年RJC年度風雲人物獎，最大的嗜好是攝影。
由於美國福特汽車曾是該公司最大的股東，先前四任社長皆由福特汽車派任，自井卷開始又恢復由日本人擔任社長。在他任內推出了Familia的後繼車Axela、Verisa、CX-7、Biante等新車種，並停產Millenia，完全自高級車市場撤退。此外，Roadster、Demio、Atenza等車種皆在其任內推出大改款。

## 生平略歷
- 1965年：自姬路工業大學（現改稱兵庫縣立大學）畢業後，進入馬自達汽車工作。
- 1993年：擔任董事技術本部部長。
- 1996年：晉升本社工廠（位於廣島縣安藝郡府中町）廠長。
- 1999年：擔任專務董事。
- 2002年：3月升任代表董事副社長。
- 2003年：8月27日晉升第13任代表董事社長。
- 2006年：獲得RJC年度風雲人物獎。
- 2008年：11月19日擔任代表董事會會長。

## 外部連結
- （日語）【MAZDA】マツダ（株）の社長兼CEO、ルイス・ブース氏から井巻久一氏に[永久]
- （日語）中国新聞：マツダ関連記事特集（页面存档备份，存于）